# Saint-Loup-des-Chaumes
Pour les articles homonymes, voir Saint-Loup.
Saint-Loup-des-Chaumes est une commune française située dans le département du Cher en région Centre-Val de Loire.

## Géographie

### Climat
Pour des articles plus généraux, voir Climat du Centre-Val de Loire et Climat du Cher.
En 2010, le climat de la commune est de type climat océanique dégradé des plaines du Centre et du Nord, selon une étude du CNRS s'appuyant sur une série de données couvrant la période 1971-2000. En 2020, Météo-France publie une typologie des climats de la France métropolitaine dans laquelle la commune est exposée à un climat océanique altéré et est dans la région climatique  Ouest et nord-ouest du Massif Central, caractérisée par une pluviométrie annuelle de 900 à 1 500 mm, maximale en automne et en hiver. 
Pour la période 1971-2000, la température annuelle moyenne est de 11,4 °C, avec une amplitude thermique annuelle de 15,6 °C. Le cumul annuel moyen de précipitations est de 743 mm, avec 11,5 jours de précipitations en janvier et 7,2 jours en juillet. Pour la période 1991-2020, la température moyenne annuelle observée sur la station météorologique la plus proche, située sur la commune d'Orval à 13 km à vol d'oiseau, est de 12,3 °C et le cumul annuel moyen de précipitations est de 757,1 mm,. Pour l'avenir, les paramètres climatiques de la commune estimés pour 2050 selon différents scénarios d'émission de gaz à effet de serre sont consultables sur un site dédié publié par Météo-France en novembre 2022.

## Urbanisme

### Typologie
Au 1er janvier 2024, Saint-Loup-des-Chaumes est catégorisée commune rurale à habitat dispersé, selon la nouvelle grille communale de densité à 7 niveaux définie par l'Insee en 2022.
Elle est située hors unité urbaine. Par ailleurs la commune fait partie de l'aire d'attraction de Bourges, dont elle est une commune de la couronne,. Cette aire, qui regroupe 111 communes, est catégorisée dans les aires de 50 000 à moins de 200 000 habitants,.

### Occupation des sols
L'occupation des sols de la commune, telle qu'elle ressort de la base de données européenne d’occupation biophysique des sols Corine Land Cover (CLC), est marquée par l'importance des territoires agricoles (92,2 % en 2018), une proportion identique à celle de 1990 (92,2 %). La répartition détaillée en 2018 est la suivante : 
terres arables (79,7 %), forêts (7,7 %), zones agricoles hétérogènes (7,3 %), prairies (5,3 %), zones urbanisées (0,1 %).
L'évolution de l’occupation des sols de la commune et de ses infrastructures peut être observée sur les différentes représentations cartographiques du territoire : la carte de Cassini (XVIIIe siècle), la carte d'état-major (1820-1866) et les cartes ou photos aériennes de l'IGN pour la période actuelle (1950 à aujourd'hui).

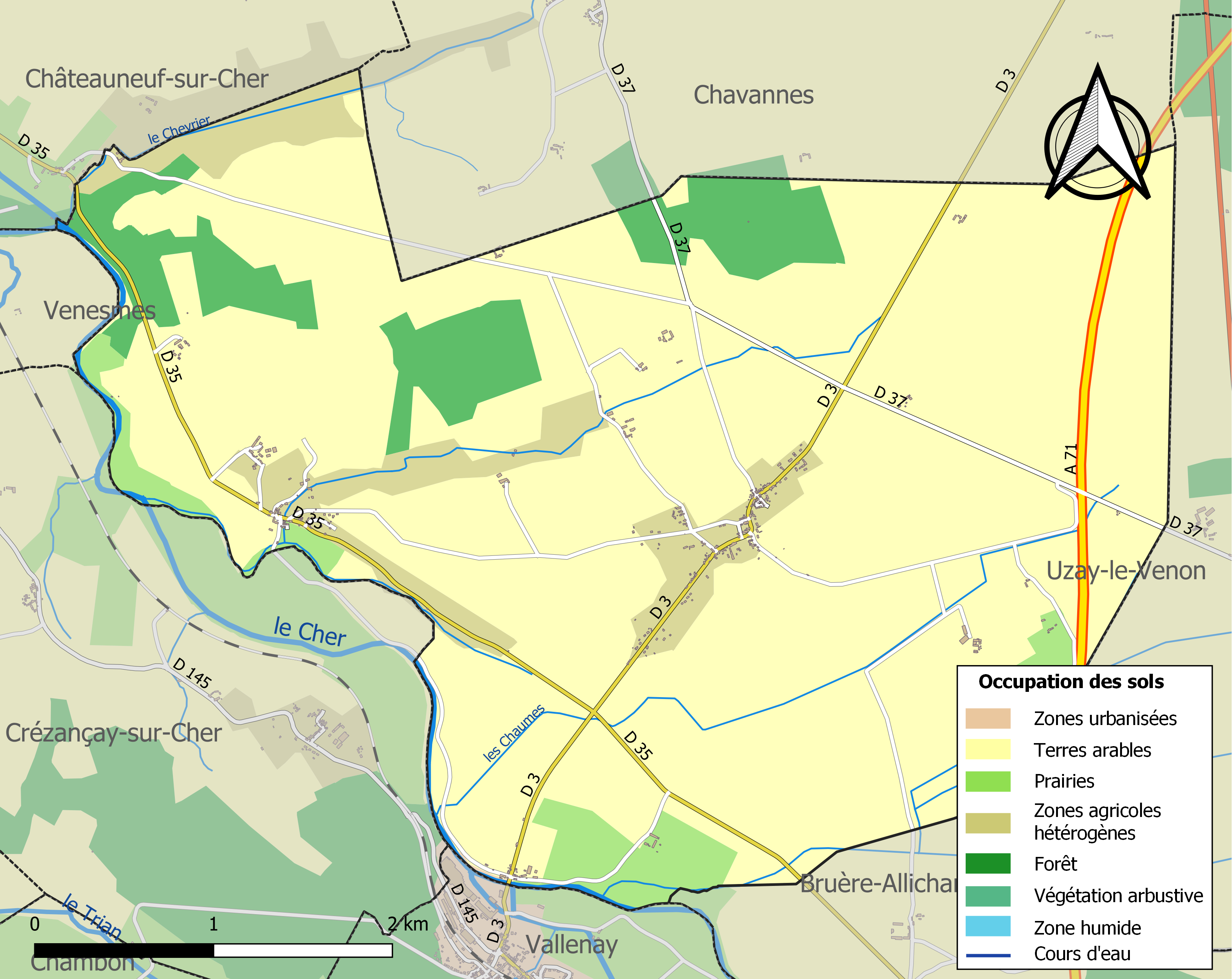
Carte des infrastructures et de l'occupation des sols de la commune en 2018 (CLC).

### Risques majeurs
Le territoire de la commune de Saint-Loup-des-Chaumes est vulnérable à différents aléas naturels : météorologiques (tempête, orage, neige, grand froid, canicule ou sécheresse), inondations, mouvements de terrains et séisme (sismicité faible). Il est également exposé à deux risques technologiques,  le transport de matières dangereuses et la rupture d'un barrage. Un site publié par le BRGM permet d'évaluer simplement et rapidement les risques d'un bien localisé soit par son adresse soit par le numéro de sa parcelle.

#### Risques naturels
Certaines parties du territoire communal sont susceptibles d’être affectées par le risque d’inondation par débordement de cours d'eau, notamment le Cher. La commune a été reconnue en état de catastrophe naturelle au titre des dommages causés par les inondations et coulées de boue survenues en 1982, 1993 et 1999,.

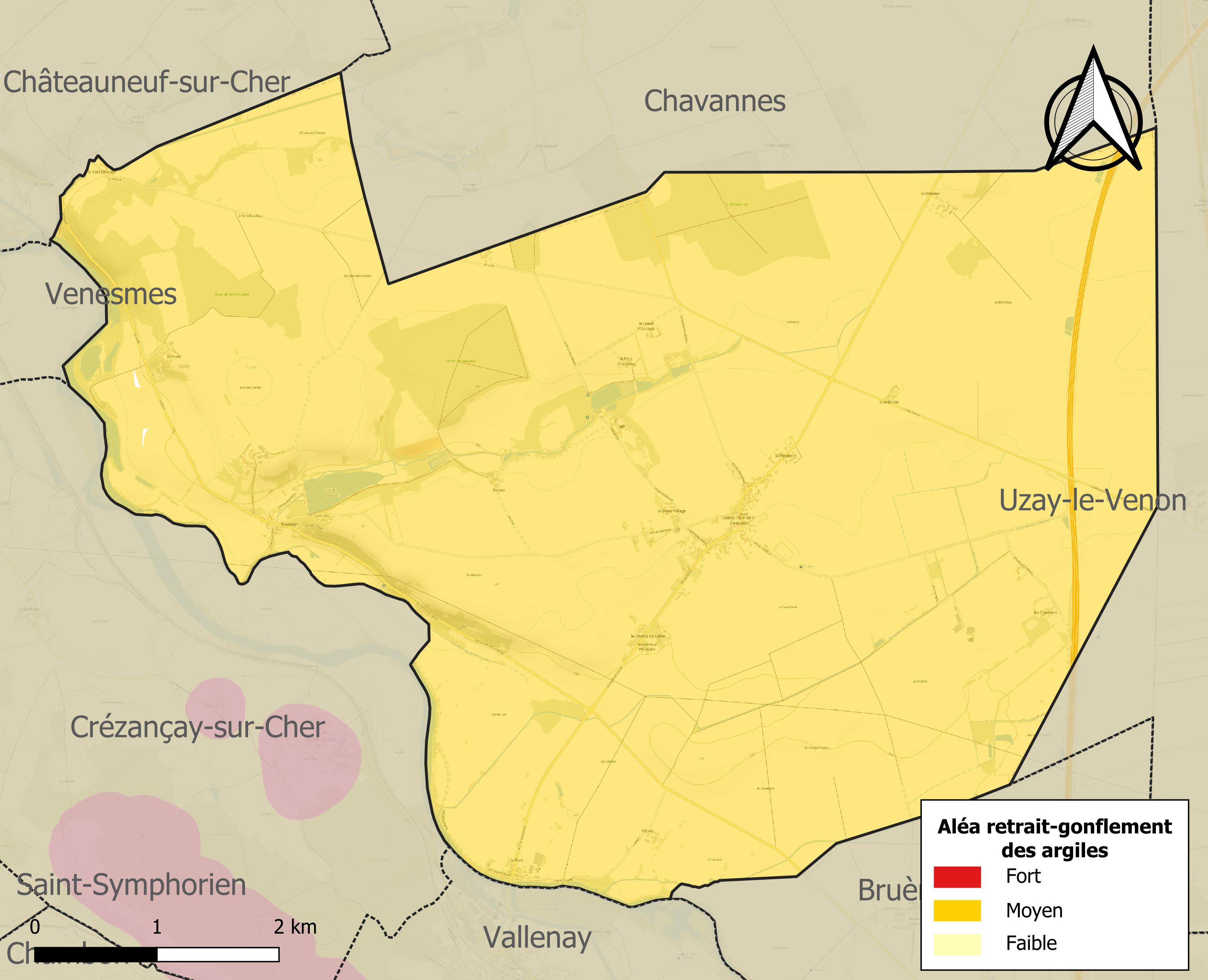
Carte des zones d'aléa retrait-gonflement des sols argileux de Saint-Loup-des-Chaumes.

La commune est vulnérable au risque de mouvements de terrains constitué principalement du retrait-gonflement des sols argileux. Cet aléa est susceptible d'engendrer des dommages importants aux bâtiments en cas d’alternance de périodes de sécheresse et de pluie. La totalité de la commune est en aléa moyen ou fort (90 % au niveau départemental et 48,5 % au niveau national). Sur les 176 bâtiments dénombrés sur la commune en 2019, 176 sont en aléa moyen ou fort, soit 100 %, à comparer aux 83 % au niveau départemental et 54 % au niveau national. Une cartographie de l'exposition du territoire national au retrait gonflement des sols argileux est disponible sur le site du BRGM,.
Concernant les mouvements de terrains, la commune a été reconnue en état de catastrophe naturelle au titre des dommages causés par la sécheresse en 2018 et 2019 et par des mouvements de terrain en 1999.

#### Risques technologiques
Le risque de transport de matières dangereuses sur la commune est lié à sa traversée par des infrastructures routières ou ferroviaires importantes ou la présence d'une canalisation de transport d'hydrocarbures. Un accident se produisant sur de telles infrastructures est en effet susceptible d’avoir des effets graves au bâti ou aux personnes jusqu’à 350 m, selon la nature du matériau transporté. Des dispositions d’urbanisme peuvent être préconisées en conséquence.
La commune est en outre située en aval du barrage de Rochebut, de classe A et faisant l'objet d'un PPI. À ce titre elle est susceptible d’être touchée par l’onde de submersion consécutive à la rupture de cet ouvrage.

## Histoire
Au cours de la Révolution française, la commune porta provisoirement le nom de Les Chaumes-Bel-Air.
Vers 1792, la commune de Rousson est rattachée à celle de Saint-Loup-des-Chaumes.

## Politique et administration
| Période                                  | Période  | Identité          | Étiquette | Qualité                            |
| ---------------------------------------- | -------- | ----------------- | --------- | ---------------------------------- |
| Les données manquantes sont à compléter. |          |                   |           |                                    |
| 1995                                     | En cours | Philippe Moisson, |           | Employé administratif d'entreprise |

## Démographie
L'évolution du nombre d'habitants est connue à travers les recensements de la population effectués dans la commune depuis 1793. Pour les communes de moins de 10 000 habitants, une enquête de recensement portant sur toute la population est réalisée tous les cinq ans, les populations de référence des années intermédiaires étant quant à elles estimées par interpolation ou extrapolation. Pour la commune, le premier recensement exhaustif entrant dans le cadre du nouveau dispositif a été réalisé en 2007.

En 2022, la commune comptait 285 habitants, en évolution de −5,32 % par rapport à 2016 (Cher : −2,48 %, France hors Mayotte : +2,11 %).
| 1793 | 1800 | 1806 | 1821 | 1831 | 1836 | 1841 | 1846 | 1851 |
| ---- | ---- | ---- | ---- | ---- | ---- | ---- | ---- | ---- |
| 361  | 348  | 348  | 388  | 365  | 419  | 378  | 436  | 478  |

| 1856 | 1861 | 1866 | 1872 | 1876 | 1881 | 1886 | 1891 | 1896 |
| ---- | ---- | ---- | ---- | ---- | ---- | ---- | ---- | ---- |
| 509  | 499  | 527  | 532  | 550  | 561  | 539  | 505  | 456  |

| 1901 | 1906 | 1911 | 1921 | 1926 | 1931 | 1936 | 1946 | 1954 |
| ---- | ---- | ---- | ---- | ---- | ---- | ---- | ---- | ---- |
| 437  | 451  | 466  | 378  | 376  | 345  | 340  | 402  | 408  |

| 1962 | 1968 | 1975 | 1982 | 1990 | 1999 | 2006 | 2007 | 2012 |
| ---- | ---- | ---- | ---- | ---- | ---- | ---- | ---- | ---- |
| 364  | 345  | 322  | 302  | 278  | 277  | 283  | 285  | 303  |

| 2017 | 2022 | - | - | - | - | - | - | - |
| ---- | ---- | - | - | - | - | - | - | - |
| 299  | 285  | - | - | - | - | - | - | - |

## Culture locale et patrimoine

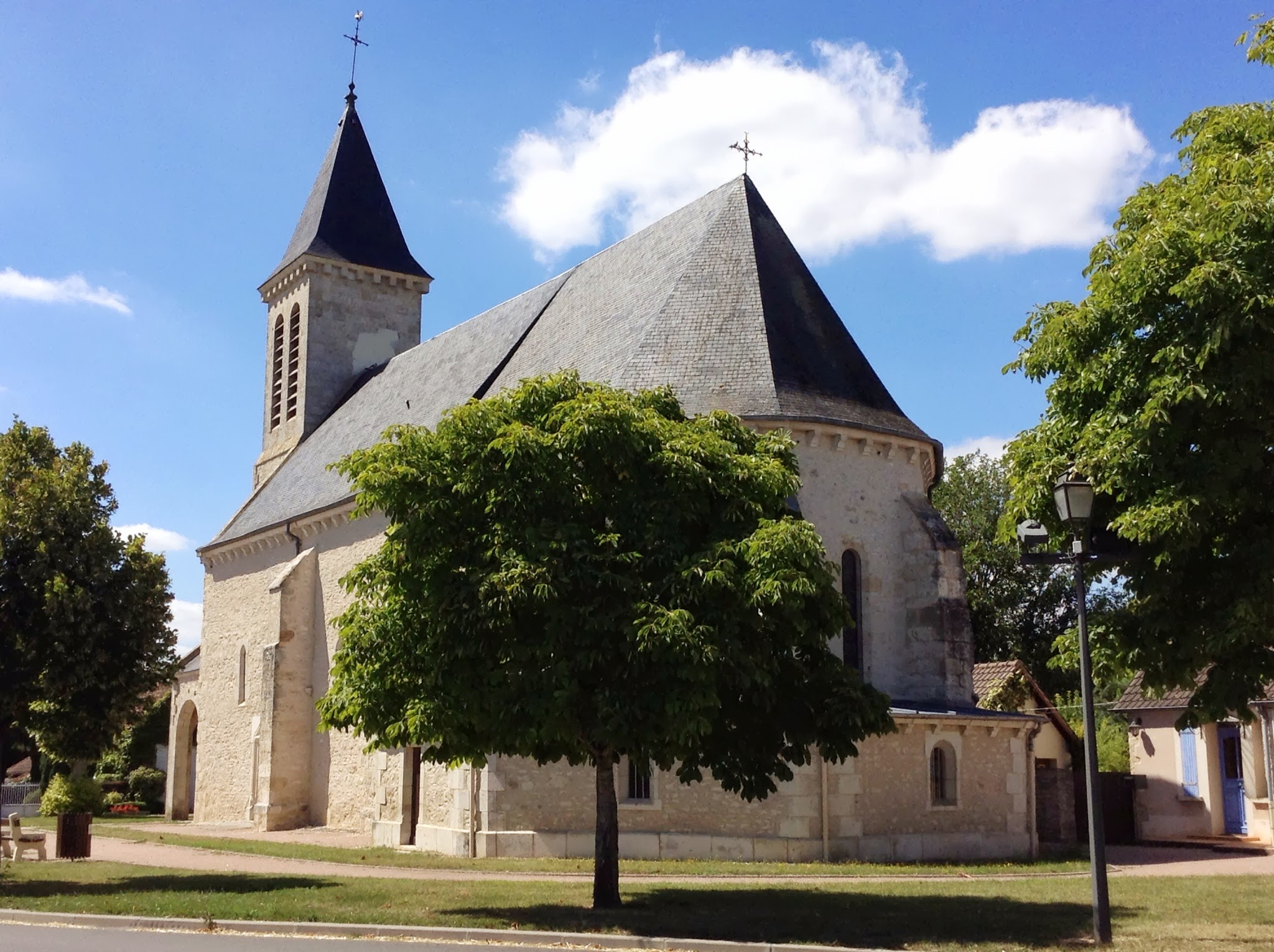
L'église Saint-Loup.

### Lieux et monuments
- Église Saint-Loup.

### Personnalités liées à la commune
- Paul de Garros (1867-1923), journaliste et écrivain français, né au château de Rousson.